# Mount Hamilton, Östantarktis
Mount Hamilton är ett berg i Antarktis. Det ligger i Östantarktis. Australien gör anspråk på området. Toppen på Mount Hamilton är 2 260 meter över havet.
Terrängen runt Mount Hamilton är huvudsakligen kuperad. Trakten är obefolkad. Det finns inga samhällen i närheten. 